# Zizina otis
Zizina otis is een vlinder uit de familie van de Lycaenidae. De wetenschappelijke naam van de soort is voor het eerst gepubliceerd in 1787 door Johann Christian Fabricius.

## Verspreiding
Deze soort komt voor in tropisch Afrika, het Oriëntaals gebied, het Australaziatisch gebied en Japan (Riukiu-eilanden).

## Ondersoorten
- Zizina otis otis - China
  - = Lycaena lysizone Snellen, 1876
  - = Lycaena thibetensis Poujade, 1885
  - = Zizera dryina Chapman, 1909
  - = Cupido dryina (Chapman, 1909)
- Zizina otis annetta Toxopeus, 1929
- Zizina otis antanossa (Mabille, 1877) - Tropisch Afrika
- Zizina otis aruensis (Swinhoe, 1916)
- Zizina otis caduca (Butler, 1876)
- Zizina otis indica (Murray, 1874)
  - = Lycaena indica Murray, 1874
  - = Zizera indica var decreta Butler, 1883
  - = Zizera indica Moore, 1881
- Zizina otis kuli Toxopeus, 1929
- Zizina otis lampa (Corbet, 1940)
- Zizina otis lampra Tite, 1969
- Zizina otis luculenta (Kurihara, 1948)
- Zizina otis mangoensis (Butler, 1884)
  - = Lycaena mangoensis Butler, 1884
- Zizina otis oblongata (Kurihara, 1948)
- Zizina otis oriens (Butler, 1883)
  - = Zizera oriens Butler, 1883
  - = Cupido oriens (Butler, 1883)
- Zizina otis parasangra Toxopeus, 1929
- Zizina otis riukuensis (Matsumura, 1929)
- Zizina otis sangra (Moore, 1866)
  - = Polyommatus sangra Moore, 1866
  - = Cupido sangra (Moore, 1866)
- Zizina otis soeriomataram Kalis, 1938
- Zizina otis tanagra (Felder, 1860)
  - = Lycaena tanagra Felder, 1860
  - = Zizeeria knysna tanagra (Felder, 1860)

## Waardplanten
De rupsen leven op Mimosa pudica, Zornia diphylla, Sesbania aculeata, Alysicarpus vaginalis, Desmodium incanum en Indigofera.